# 亀井茲胤
亀井 茲胤（かめい これつぐ）は、石見津和野藩の第6代藩主。津和野藩亀井家7代。

## 生涯
享保11年（1726年）5月19日、常陸府中藩第3代藩主・松平頼明の五男として生まれる。母は久野安静の娘留与。石見津和野藩主・亀井茲延の養子となり、寛保2年（1742年）11月11日に第8代将軍徳川吉宗に御目見し、12月18日に従五位下・隠岐守に叙位・任官する。寛保3年（1743年）閏4月3日に養父が隠居し、家督を継ぐ。
延享2年（1745年）12月に信濃守に遷任する。藩財政再建のため、蝋や和紙の製造・販売を奨励するなどしたが、一方で寛保3年（1743年）の強風による被害、宝暦元年（1751年）の大雪被害における救済対応に追われるなど、藩政は多難を極めた。
宝暦2年（1752年）7月9日に津和野で死去した。享年27。跡を養子の矩貞が継いだ。
狩野派の絵画に優れた画人であったといわれる。